# Auf zum Tanze!

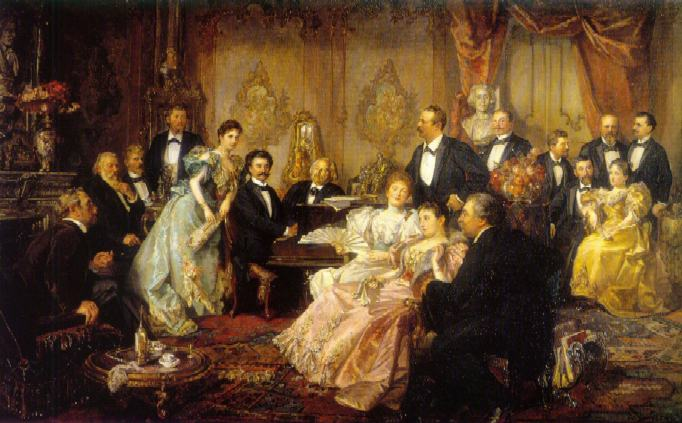
Festa a casa Strauss: al centro il compositore con la moglie Adele, da notare Johannes Brahms (il secondo da sinistra) ed Eduard Strauss (il primo da destra).

Auf zum Tanze! (A danzare!) op. 436, è una polka veloce di Johann Strauss (figlio).

## Storia
Con queste parole, Victor Leon (librettista delle operette di Johann Strauss Simplicius (1887), Wiener Blut (1899) e poi librettista de La vedova allegra di Franz Lehár), descrisse per i lettori del Wiener Allgemeine Zeitung (4 marzo 1888) l'arrivo di oltre un centinaio di ospiti per il primo ballo dato dall'autore nella sua nuova casa di Vienna.
Tra gli illustri ospiti vale la pena di citare lo scultore Viktor Tilgner, l'artista Josef Zrnich, gli editori musicali Alwin Cranz e Gustav Lewy, il compositore Adalbert von Goldschmidl, il direttore del Theater an der Wien Franz Jauner e gli scrittori Ludwig Hevesi e Vincenz Chiavacci.
Prima che iniziasse la cena, il pianista Alfred Grünfeld, eseguì il suo minuetto op. 31 e Gustav Walter cantò l'aria Der Frhling lacht dall'operetta di Strauss Simplicius, accompagnato al pianoforte dal compositore stesso. La cena, commissionata al famoso ristoratore Eduard Sacher, venne interrotta da due discorsi, non ufficiali, in uno dei quali il Dr. Fialla recitò una spiritosa poesia basata su giochi di parole riferiti ai titoli delle operette di Strauss.
Dopo cena a ogni ospite fu consegnato, in ricordo della serata, un dono accompagnato da un biglietto indicante la data del ballo, circondata da un motivo floreale, e contenente un facsimile autografato della nuova polka-schnell composta da Johann Strauss appositamente per l'occasione.
Sui biglietti vi era inoltre incisa una poesia scritta dal poeta Ganghofer Ludwig (1855-1920) che fu fra le altre cose, presente alla sua lettura. La poesia diede il titolo alla nuova polka e fu un ottimo invito per gli ospiti a ballare:
(Victor Leon, Wiener Allgemeine Zeitung, 6 marzo 1888)
Solo alle 8:30 di domenica mattina gli ospiti lasciarono la festa, dopo una colazione a base di caffè, per riprendersi dopo più di undici ore di baldoria.
Il pubblico viennese non ebbe la possibilità di ascoltare questo pezzo esaltante fino a quando Eduard Strauss lo diresse nella sua versione orchestrale il 21 ottobre 1888 nella sala d'oro del Musikverein. L'occasione dell'esecuzione fu l'apertura della nuova stagione di concerti della domenica di Eduard, in cui erano inclusi sette nuovi brani oltre ad Auf zum Tänze!, l'overture di Franz Schubert Fierrabras, un frammento di balletto di Delibes, il valzer di Johann Sinnen und Minnen op. 435 e la polka mazurka di Eduard Aus den schlesischen Bergen op. 260.
La casa editrice Cranz pubblicò la polka veloce di Johann l'anno successivo recante la dedica "Per il suo caro amico Dottor Ludwig Ganghofer", completa di tutti e quattro i versetti della poesia di Ganghofer.